# Riccardo Del Dotto
Riccardo Del Dotto (Lucca, 23 febbraio 1974) è uno scacchista italiano.

## Biografia
Ha imparato a giocare a scacchi intorno ai quattro anni, prima di leggere e scrivere guardando suo padre Luigi, Maestro nel gioco per corrispondenza.
Nel 1988 si è classificato 1°-2° a Bologna nel campionato italiano Under 14, giungendo secondo per spareggio tecnico Buchholz. Sulla base di questo risultato fu inviato dalla Federazione Scacchistica Italiana a Timisoara in Romania, per disputare un torneo giovanile internazionale Under 20.
Nel 1990 fu ancora 1°-2° alla finale del campionato italiano Under 16 a Biella. Negli anni Novanta ha iniziato l'attività di istruttore.
Ha realizzato le norme di Maestro a Porto San Giorgio nel 2001, a Bratto nel 2002 e a Falconara nel 2005.
Ha militato per molti anni nella squadra dell'ASD Scacchistica Lucchese nel Campionato italiano di scacchi a squadre in serie A1.
Si è laureato all'Ateneo di Pisa, Facoltà di Giurisprudenza, con il voto di 110/110 in diritto ecclesiastico con tesi "Il gioco degli scacchi nel diritto comparato delle religioni".
Dal 2016 collabora con la rivista Torre & Cavallo - Scacco!.

## Carriera
È istruttore nazionale dal 1998 con qualifica di "Tutor" della Federazione Scacchistica Italiana e Trainer FIDE dal 2016.
Ha ricoperto la carica di Responsabile del settore giovanile nel Comitato Regionale Toscano dal 1999 al 2006. Dirige da anni la Scuola di Scacchi dell'ASD Scacchistica Lucchese.
Tra i suoi allievi si sono distinti Gawain Jones, futuro Grande Maestro, e Simone De Filomeno, divenuto poi Maestro Internazionale, oltre ad altri che hanno conseguito il titolo di campione italiano giovanile FSI e vestito la maglia azzurra.
Ha vinto due volte il premio della Federazione Scacchistica Italiana "Istruttore dell'anno" per il Centro Italia, nel 2009 e nel 2014.
Nel 2016 è stato premiato con la Stella di bronzo al merito sportivo dal CONI.
Ha organizzato il Festival internazionale di scacchi "Città di Lucca" dal 1989 al 2016.
Nel 2016 gli è stato conferito dal CONI Regionale Toscano il premio "Organizzatore dell'anno".

## Opere
- La Partita del Centro, Firenze, Nuova Toscana Editrice, 2002, ISBN 9788887263138.
- Frammenti in Bianco e Nero, Verona, Edizioni Ediscere, 2016, ISBN 9788888928616.

## Onorificenze
|  | Coni. Stella di bronzo al merito sportivo (Tecnici 2016) |